# Opius ileifensis
Opius ileifensis är en stekelart som beskrevs av Fischer 1983. Opius ileifensis ingår i släktet Opius och familjen bracksteklar. Inga underarter finns listade i Catalogue of Life.